# Сьогодні ми живемо
Сьогодні ми живемо (англ. Today We Live) — американська військова мелодрама режисера Говарда Хоукса 1933 року.

## Сюжет
Дія відбувається під час Першої Світової війни. Діана потрапила в любовний трикутник між британським морським офіцером Клодом і американським льотчиком-винищувачем Богардом. Діана вважає, що вона повинна любити Клода, друга свого брата Роні, теж морського офіцера, оскільки вони ще дітьми пообіцяли триматися один одного. Але серце не слухає розум і рветься назустріч істинній любові до чужинця, хоча вона всіма силами намагається приховати це навіть від себе.

## У ролях
- Джоан Кроуфорд — Діана
- Гері Купер — Богард
- Роберт Янг — Клод
- Франшо Тоун — Роні
- Роско Карнс — МакГінніс
- Луїз Клоссер Хейл — Епплгейт
- Ролло Ллойд — майор
- Хільда Вон — Елеонор